# استرگای‌هورواتی
اِستِرگای‌هورواتی (به مجاری: Esztergályhorváti) یک منطقهٔ مسکونی در مجارستان است که در ناحیه کست‌هی واقع شده‌است.